# Leptobrachium lunatum
Leptobrachium lunatum — вид жаб родини азійських часничниць (Megophryidae). Описаний у 2020 році.

## Поширення
Вид поширений на плато Кон Тум на півдні В'єтнаму та сході Камбоджі.